# 전주세계소리축제
전주세계소리축제(全州世界─祝祭, Jeonju International Sori Festival)는 한국의 전통음악인 판소리를 근간으로 세계 음악을 한 자리에서 즐기는 세계음악예술제를 표방하고 있으며 2001년을 시작으로 전북특별자치도 전주시에서 매년 열리고 있다.
전주세계소리축제조직위원회에서 주최하며 영국의 월드뮤직 전문지 송라인즈(Songlines)가 선정한 ‘국제페스티벌 베스트 25’에 4년 연속(2012~2015) 선정되었으며 전 세계 월드뮤직 평론가와 저널리스트 등으로 구성된 '트랜스글로벌월드뮤직차트(이하 TWMC)에서 2년 연속(2018~2019) 세계 1위를 차지하며 한국을 넘어 세계적인 축제로 인정받았다.

## 조직위원장
- 2001년 제1회 천이두
- 2002년 제2회 천이두
- 2003년 제3회 천이두
- 2004년 제4회 안숙선
- 2005년 제5회 안숙선
- 2006년 제6회 안숙선
- 2007년 제7회 안숙선
- 2008년 제8회 안숙선
- 2009년 제9회 김명곤
- 2010년 제10회 김한
- 2012년 제11회 김한
- 2013년 제12회 김한
- 2014년 제13회 김한
- 2015년 제14회 김한
- 2016년 제15회 김한
- 2017년 제16회 김한
- 2018년 제17회 김한
- 2019년 제18회 김한
- 2020년 제19회 김한
- 2021년 제20회 김한
- 2022년 제21회 김한
- 2023년 제22회 이왕준

## 같이 보기
- 대한민국의 음악제 목록

## 행사 기간 및 행사주제
| 연도   | 회차 | 주제                                    | 기간                                 | 참가팀           |
| ------ | ---- | --------------------------------------- | ------------------------------------ | ---------------- |
| 2001년 | 1    | 소리사랑 온누리에                       | 2001년 10월 13일 ~ 10월 21일(10일간) | 15개국 142개팀   |
| 2002년 | 2    | 목소리(Voice)                           | 2002년 8월 24일 ~ 9월 1일(8일간)     | 16개국 156개팀   |
| 2003년 | 3    | 소리, 길, 만남                          | 2003년 9월 27일 ~ 10월 5일(10일간)   | 14개국 172개팀   |
| 2004년 | 4    | 소리! 경계를 넘다!                      | 2004년 10월 16일 ~ 10월 22일(7일간)  | 14개국 190개팀   |
| 2005년 | 5    | 난(亂), 민(民), 협률(協律)              | 2005년 9월 27일 ~ 10월 3일(7일간)    | 25개국 190개팀   |
| 2006년 | 6    | 소리, 놀이                              | 2006년 9월 16일 ~ 9월 24일(9일간)    | 22개국 184개팀   |
| 2007년 | 7    | 소리, 몸짓                              | 2007년 10월 6일 ~ 10월 14일(9일간)   | 10개국 131개팀   |
| 2008년 | 8    | 소리,오락                               | 2008년 9월 26일 ~ 10월 4일(9일간)    | 16개국 280팀     |
| 2009년 | -    | -                                       | 신종플루로 인해 축제 취소            | -                |
| 2010년 | 9    | 시간을 넘는 소리, 세대를 잇는 감동      | 2010년 10월 1일 ~ 10월 5일(5일간)    | 9개국 3,200명    |
| 2011년 | 10   | 이리 오너라 Up Go 놀자                  | 2011년 9월 30일 ~ 10월 4일(5일간)    | 9개국 1,616명    |
| 2012년 | 11   | 소리 한 상 가득                         | 2012년 9월 13일 ~ 9월 17일(5일간)    | 18개국 1,529명   |
| 2013년 | 12   | 아리아리랑 소리소리랑                   | 2013년 10월 2일 ~ 10월 6일(5일간)    | 37개국 2,834명   |
| 2014년 | 13   | 대마디 대장단                           | 2014년 10월 8일 ~ 10월 12일(5일간)   | 29개국 1,300여명 |
| 2015년 | 14   | 소리 Big Party                          | 2015년 10월 7일 ~ 10월 11일(5일간)   | 28개국 1,300여명 |
| 2016년 | 15   | 세상의 모든 소리                        | 2016년 9월 29일 ~ 10월 3일(5일간)    | 28개국 1,300여명 |
| 2017년 | 16   | 때깔 나는 소리                          | 2017년 9월 20일 ~ 9월 24일(5일간)    | 28개국 165여회   |
| 2018년 | 17   | 소리 판타지                             | 2018년 10월 3일 ~ 10월 7일(5일간)    | 18개국 154여회   |
| 2019년 | 18   | 바람, 소리                              | 2019년 10월 2일 ~ 10월 6일(5일간)    | 20개국 132여회   |
| 2020년 | 19   | _잇다                                   | 2020년 9월 16일 ~ 9월 20일(5일간)    |                  |
| 2021년 | 20   | 소리#20                                 | 2021년 9월 29일 ~ 10월 3일(5일간)    |                  |
| 2022년 | 21   | 더늠(20+1)                              | 2022년 9월 16일 ~ 9월 25일(10일간)   |                  |
| 2023년 | 22   | 상생과 회복(Coexistence and Resilience) | 2023년 9월 15일 ~ 9월 24일(10일간)   |                  |